# Abuja
Abuja é a capital administrativa e política da Nigéria. Localizada no centro do país, no Território da Capital Federal, é uma cidade planejada construída principalmente na década de 1980 a partir de um plano diretor de um consórcio de três escritórios estadunidenses de planejamento e arquitetura. Já o Distrito Central de Negócios de Abuja foi projetado pelo arquiteto japonês Kenzo Tange. Substituiu Lagos, a cidade mais populosa do país, como capital em 12 de dezembro de 1991.
Sua geografia é definida pela Rocha Aso, um monólito de 400 metros (1.300 pés) deixado pela erosão hídrica. O Complexo Presidencial, a Suprema Corte, a Assembleia Nacional e grande parte da cidade se estendem ao sul da rocha. O Monte Zuma, um monólito de 792 metros (2.598 pés), fica ao norte da cidade na via expressa para Kaduna.
No censo de 2006, a cidade tinha uma população de 776.298, tornando-se uma das dez cidades mais populosas da Nigéria. De acordo com as Nações Unidas, Abuja cresceu 139,7% entre 2000 e 2010, tornando-se a cidade que mais cresce no mundo. A partir de 2015, a cidade está experimentando um crescimento anual de pelo menos 35%, mantendo sua posição como a cidade que mais cresce no continente africano e uma das que mais cresce no mundo. A partir de 2016, a área metropolitana de Abuja é estimada em seis milhões de pessoas, ficando atrás apenas de Lagos como a área metropolitana mais populosa da Nigéria.
Os principais locais religiosos incluem a Mesquita Nacional da Nigéria e o Centro Cristão Nacional da Nigéria. A cidade é servida pelo Aeroporto Internacional Nnamdi Azikiwe. Abuja é conhecida por ser uma das poucas capitais construídas especificamente na África, além de ser uma das mais ricas. É também uma cidade-chave no continente africano devido à influência geopolítica da Nigéria nos assuntos regionais. Tem sido ainda um centro de conferências e acolhido vários encontros anualmente, como a reunião de 2003 dos Chefes de Governo da Commonwealth e as reuniões de 2014 do Fórum Económico Mundial (África).  Abuja juntou-se à Rede Global de Cidades de Aprendizagem da UNESCO em 2016.

## História

### Primórdios
Desde a independência da Nigéria, traçaram-se planos para a construção de uma capital em um local do país considerado neutro, devido às grandes divisões étnicas e religiosas presentes no Estado. O local designado acabou sendo o centro do país, no início da década de 1970, o que significava neutralidade e unidade nacional para todas as partes. Outro impulso para a construção de Abuja foi a superpopulação de Lagos, então capital do país, que sofria com condições precárias em sua estrutura urbana e social com o grandíssimo aumento populacional e desigualdades sociais e econômicas. A exemplo de Brasília, capital brasileira construída no centro do país, Abuja aumentou significativamente sua população desde os primeiros anos de sua construção e aumentou gradualmente a população na região central da Nigéria.
A construção de Abuja foi iniciada no fim de 1970, mas devido à instabilidade política e econômica que o país enfrentava na época, os estágios iniciais da cidade não estavam completos até meados de 1980. O plano mestre para a cidade e para o Território da Capital Federal foi desenvolvido pela International Planning Associates (IPA), um consórcio de três empresas americanas: Planejament Research Corporation; Wallace McHarg Roberts e Todd; e Archisystems - uma divisão da Organização Hughes. O plano mestre para Abuja definiu a estrutura geral e os principais elementos de design da cidade que são visíveis em sua forma atual. O projeto mais detalhado das áreas centrais da capital, particularmente o seu núcleo monumental, foi realizado por Kenzo Tange, um renomado arquiteto japonês, com sua equipe de urbanistas.

### História recente
Após sua construção e a transferência definitiva da sede do poder nigeriano para Abuja, a maioria dos países transferiu suas embaixadas para a cidade. Entretanto, alguns ainda mantiveram e mantém suas embaixadas e consulados em Lagos, antiga capital nigeriana e ainda principal centro financeiro e comercial do país. Abuja é hoje sede da Comunidade Econômica dos Estados da África Ocidental (ECOWAS) e sede regional da Organização dos Países Exportadores de Petróleo (OPEP). Atualmente, a capital tem tido um crescimento populacional enorme e há relatos de que algumas áreas ao redor de Abuja tenham tido crescimento de população entre 20% e 30% ao ano. Favelas e vilas se espalharam rapidamente dentro e fora dos limites da cidade. Dezenas de milhares de pessoas foram expulsas de tais lugares, desde que o ex-ministro do Território da Capital Federal, Nasir Ahmad el-Rufai, começou uma campanha de demolição dessas áreas em 2003.

## Geografia

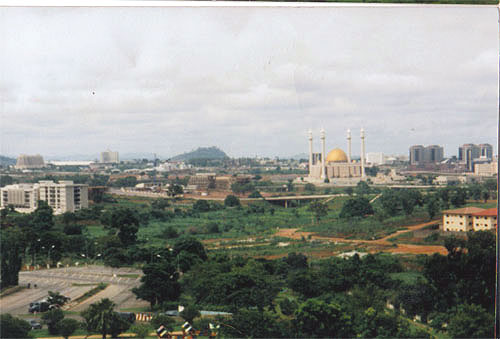
Vista de Abuja

Abuja localiza-se na região central da Nigéria, com uma área de 713 quilômetros quadrados na região nordeste do Território da Capital Federal. O relevo da cidade, assim como de todo o Território da Capital Federal, é repleto de montanhas e planaltos, o que no entanto não impede que ela possua terras férteis.
A área de Abuja limita-se com as áreas de governo local de Bwari (ao norte), Kuje (ao sul) e Gwagwalada (a oeste), e ainda com os estados de Nasarawa e Níger.

### Clima
De acordo com a classificação climática de Koppen, Abuja possui um clima tropical úmido e seco. A cidade experimenta três condições meteorológicas anuais. Isso inclui um período caloroso, uma estação chuvosa e uma estação seca. Entre as duas, há um breve intervalo de harmatão, com a principal característica sendo a névoa de poeira, intensificando a frieza e estiagem.
A estação chuvosa em Abuja é relativamente longa. Inicia-se a partir de abril e termina em outubro, podendo se estender de março a novembro, quando as temperaturas diurnas chegam a atingir de 28 a 30 °C. A mínima no período noturno paira em torno de 22 a 23 °C. Na estação seca, as temperaturas diurnas podem atingir até 40 °C e as temperaturas noturnas podem cair para 12 °C. Sendo o mesmo à noite, o resfriamento pode ser seguido por temperaturas diurnas bem acima de 30 °C. As altitudes elevadas e os terrenos ondulados da cidade influenciam moderadamente o seu clima.
| Dados climatológicos para Abuja | Dados climatológicos para Abuja | Dados climatológicos para Abuja | Dados climatológicos para Abuja | Dados climatológicos para Abuja | Dados climatológicos para Abuja | Dados climatológicos para Abuja | Dados climatológicos para Abuja | Dados climatológicos para Abuja | Dados climatológicos para Abuja | Dados climatológicos para Abuja | Dados climatológicos para Abuja | Dados climatológicos para Abuja | Dados climatológicos para Abuja |
| Mês                             | Jan                             | Fev                             | Mar                             | Abr                             | Mai                             | Jun                             | Jul                             | Ago                             | Set                             | Out                             | Nov                             | Dez                             | Ano                             |
| ------------------------------- | ------------------------------- | ------------------------------- | ------------------------------- | ------------------------------- | ------------------------------- | ------------------------------- | ------------------------------- | ------------------------------- | ------------------------------- | ------------------------------- | ------------------------------- | ------------------------------- | ------------------------------- |
| Temperatura máxima média (°C)   | 34                              | 36                              | 37                              | 36                              | 33                              | 31                              | 29                              | 28                              | 30                              | 32                              | 34                              | 34                              | 28                              |
| Temperatura mínima média (°C)   | 20                              | 23                              | 24                              | 25                              | 23                              | 22                              | 22                              | 22                              | 21                              | 21                              | 19                              | 19                              | 19                              |
| Precipitação (mm)               | 3                               | 5                               | 13                              | 61                              | 137                             | 175                             | 206                             | 218                             | 239                             | 99                              | 3                               | 0                               | 1 156                           |
| Dias com chuva                  | 0                               | 0                               | 1                               | 4                               | 9                               | 12                              | 14                              | 16                              | 17                              | 9                               | 0                               | 0                               | 82                              |
| Insolação (h)                   | 226                             | 216                             | 220                             | 210                             | 226                             | 189                             | 155                             | 149                             | 180                             | 248                             | 267                             | 270                             | 2 556                           |
| Fonte: Weatherbase              |                                 |                                 |                                 |                                 |                                 |                                 |                                 |                                 |                                 |                                 |                                 |                                 |                                 |
| Fonte 2: The Weather Network    |                                 |                                 |                                 |                                 |                                 |                                 |                                 |                                 |                                 |                                 |                                 |                                 |                                 |

### Vegetação

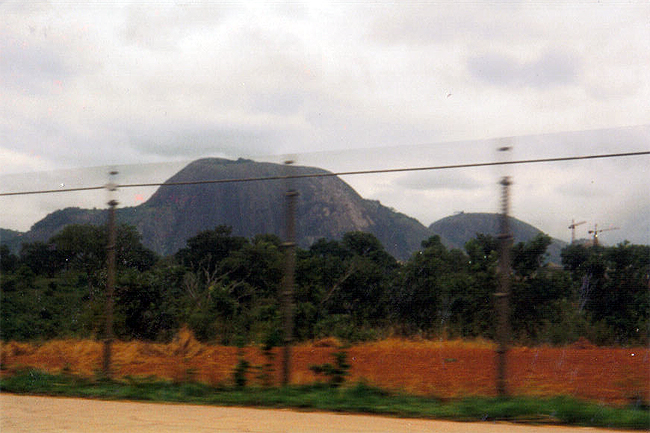
A Rocha Aso

Abuja, assim como todo o Território da Capital Federal, situa-se dentro da região da África Ocidental onde predomina a zona guineense de florestas de savana. Há ainda pequenas áreas de floresta tropical que ocorrem, no entanto, nas planícies do Gwagwa, especialmente nos terrenos acidentados do sudeste e sul de seu território. É possível encontrar também vales e terrenos acidentados.

### Parques e espaços públicos
A cidade tem vários parques, incluindo o Parque Millennium, localizado na área central da cidade.
A principal atração da cidade é a Rocha Aso, um grande afloramento que está nos arredores da cidade. A Rocha Aso é um monólito de 400 metros e é característica mais notável da cidade. O Complexo Presidencial da Nigéria, a Assembléia Nacional Nigeriana, e o Supremo Tribunal da Nigéria estão localizados em torno dela. Grande parte da cidade se expandiu na parte sul da rocha. "Aso" significa vitorioso e na língua nativa se escreve como Asokoro ou "o povo da vitória".

## Economia

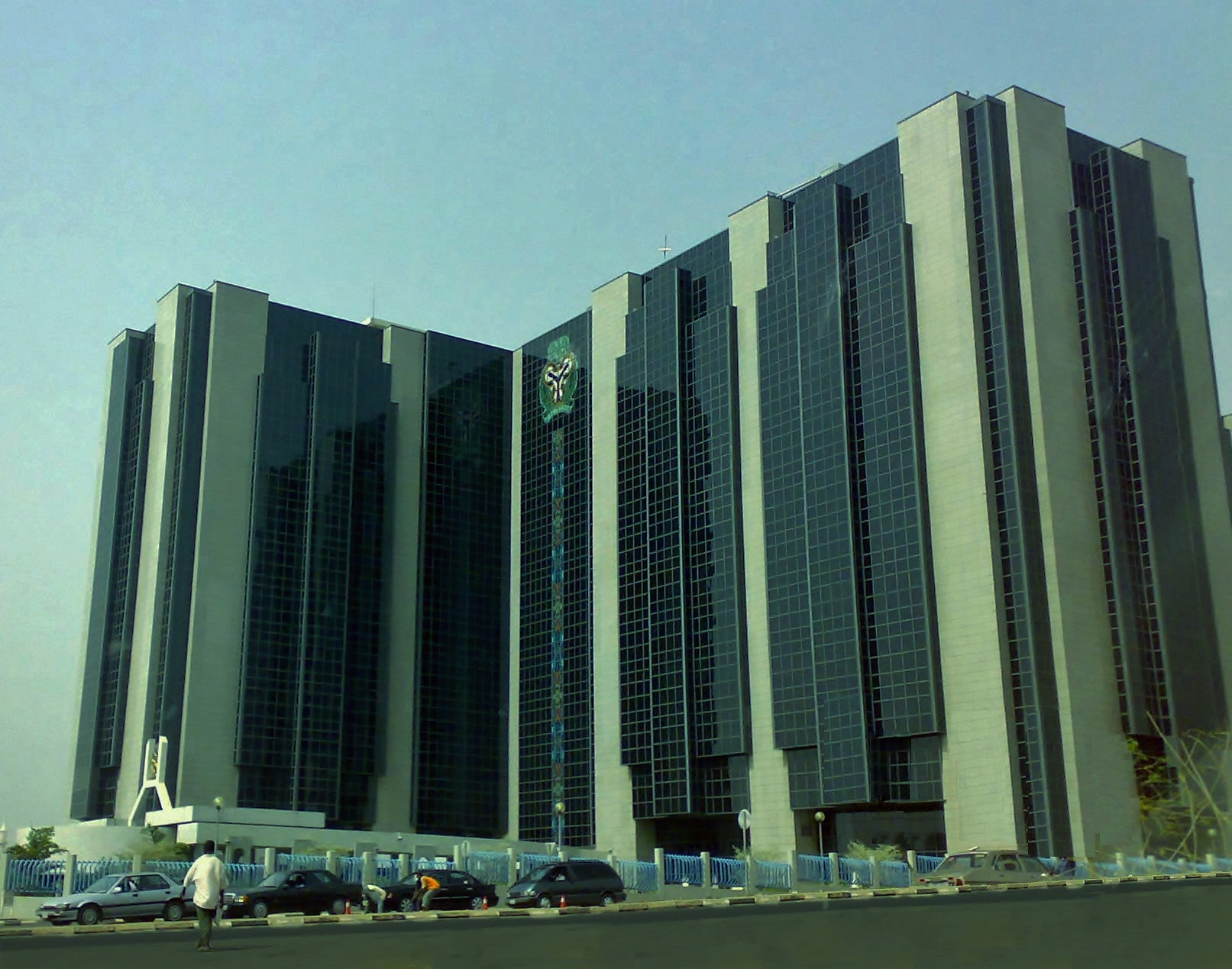
Banco Central da Nigéria com sede em Abuja

A economia de Abuja, assim como quase toda a economia nacional, orbita basicamente em torno da extração petrolífera. Embora as regiões petrolíferas fiquem relativamente distantes de Abuja, as receitas geradas por esta atividade movimentam os diversos outros setores econômicos locais. Este fato se deve porque Abuja concentra e sedia a maioria das instituições políticas da nação, além de bancos e outras empresas.
O governo nigeriano pretende tornar Abuja um grande centro financeiro do país até 2020.

### Petróleo e mineração
A maior parte da extração está concentrada na região sul do país (Delta do Níger e Golfo da Guiné). As receitas advindas da extração quase que em sua totalidade (95% da produção) é atrelada a empresas joint venture. Portanto a maior parte dos dividendos da extração desta riqueza acaba sendo enviada ao exterior. Praticamente não há beneficiamento da produção desta riqueza em solo nigeriano. O governo e suas instituições acabam sendo os únicos organismos nigerianos beneficiados por esta exploração, que por fim acabam desviando estes recursos com a corrupção.
Apesar desta riqueza, as regiões produtoras sofrem um efeito adverso para sua economia em detrimento das populações locais: a doença holandesa. A situação nas regiões do sul é particularmente instável desde o final de 2003, com a insegurança crescente gerada pelas tribos locais que exigem a sua parte das receitas do petróleo, e o surgimento de verdadeiros "senhores da guerra" que extorquem as companhias petrolíferas locais, ao se envolvem no contrabando de petróleo.
A mineração é muito forte no Território da Capital Federal, com destaque a cidade vizinha a Abuja, Jos. Ainda há grandes reservas de estanho e nióbio na região. O beneficiamento destes minerais a partir da década de 1990 permitiu uma pequena industrialização no entorno de Abuja.

### Economia informal

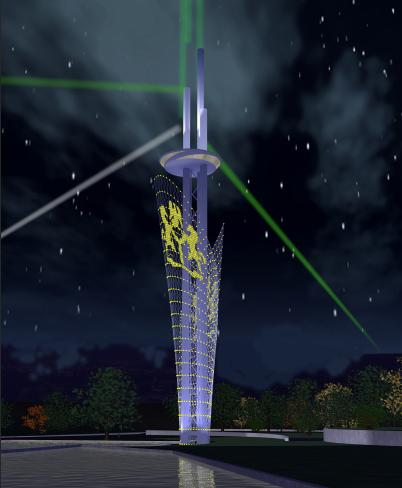
O ambicioso projeto da Millennium Tower em Abuja

A participação da economia informal no PIB de Abuja é um dos mais altos do mundo, chegando a representar em 2003 quase 75%. Uma grande variedade de atividades são desenvolvidas, desde o ofício comercial tradicional até mesmo a cunhagem de moedas. A maioria das empresas locais são pequenas (muitas vezes empresas familiares), contudo muito flexíveis e dinâmicas.
A economia informal de Abuja pode ser separada em dois sub-setores:
- O setor produtivo, que inclui todas as atividades de produção de bens: agricultura familiar, pequenas fábricas, construção civil;
- E comércio/serviços: vendedores varejistas, trabalhadores domésticos, os credores, as cooperativas financeiras, atividades extracurriculares e atividades das máfias religiosas ou similares.

Depois de uma política repressiva no início de 1980, o governo federal em conjunto com o governo local desenvolveu políticas de apoio ao setor informal, que de facto é composto principalmente de pequenas e médias empresas.
Entre as medidas estão: apoiar o empreendedorismo através da promoção de cursos de gestão e distribuição de micro-empréstimos, incluindo a criação de "centros de desenvolvimento industrial", responsáveis pela formação, promoção, apoio, contabilidade e empréstimos para microempreendedores.
Na verdade, o setor informal de Abuja desempenha um papel vital na economia local, criando empregos, treinando, competindo e estimulando o dinamismo econômico da cidade.

### Mercado imobiliário
Desde a construção de Abuja o setor imobiliário foi o que mais cresceu. Com a consolidação de Abuja como capital a partir da década de 1980, houve um booom imobiliário na cidade, com o crescimento de grandes áreas urbanas. O preço dos imóveis em Abuja durante a década de 1990 chegou a ser mais caro que os imóveis de Lagos.
Entre 1980 e 1990 Abuja registrou um dos maiores crescimentos populacionais do continente africano. Neste cenário várias pequenas empresas construtoras de Abuja cresceram, e se tornaram ao fim da década de 1990 as maiores da Nigéria. As imobiliárias de Abuja também cresceram substancialmente, conquistando também os grandes mercados de Lagos, Kano e Ibadan.

## Governo
A cidade de Abuja é administrada pelo Conselho da Área Municipal de Abuja e da mesma forma pela Administração do Território da Capital Federal, que é responsável pelo abrangente Território da Capital Federal. As eleições de conselheiro e da presidência são realizadas regularmente.
O Território da Capital Federal é administrado pela Administração do Território da Capital Federal, órgão diretamente subordinado ao governo federal que foi criado em 2004 pelo presidente Olusegun Obasanjo, após a dissolução do Ministério do Território da Capital Federal. A direção da administração fica a cargo de um ministro, nomeado pelo próprio presidente da Nigéria, acompanhado de um secretário permanente.
A administração do Território da Capital Federal rege sete secretarias e duas agências locais, e é atualmente dirigida por Bala Mohammed.

### Relações internacionais

#### Geminação
Abuja possui, ao menos, três cidades-irmãs oficiais:
- Brasília, Brasil[33]
- Detroit, Estados Unidos
- Kanpur, Índia

## Infraestrutura

### Educação
No ensino superior, Abuja conta com quatro universidades, sendo duas públicas e duas privadas. A Universidade de Abuja é a principal da cidade, de caráter público, assim como a Universidade Africana de Ciência e Tecnologia. As instituições de ensino superior de caráter privado são a Universidade Nigeriano-Turca do Nilo e a Universidade Baze.

### Transportes

#### Aéreo
O Aeroporto Internacional Nnamdi Azikiwe é o que serve Abuja e toda a região circundante da localidade. Recebeu esse nome em homenagem ao primeiro presidente da Nigéria, Nnamdi Azikiwe. O aeroporto possui terminais internacionais e domésticos, é operado pela Federal Airports Authority of Nigeria (Autoridade Aeroportuária Federal da Nigéria) -  e sua movimentação em 2009 foi de 3 196 438 passageiros, caracterizando-se como um dos mais movimentados do país.
O aeroporto está localizado a cerca de 40 quilômetros do centro da cidade de Abuja, na estrada de Abuja para Gwagwalada.

### Segurança
Em relação a outras cidades do país Abuja é considerada relativamente segura. Por ser a capital nacional há um cuidado muito grande das forças de segurança locais com atenção especial aos períodos noturnos. Os estados de alerta que vivem as regiões norte e sul do país e as constantes ameaças de ataques terroristas obrigam um que haja um grande aparato de segurança na cidade
As tensões religiosas constantes levaram a um aumento da escalada de violência da cidade em 2010. No 50 Aniversário da independência da Nigéria em 1 Outubro foram detonadas perto do local das comemorações oficiais duas bombas que mataram pelo menos doze pessoas. Em 31 de Dezembro do ano de 2010 foram detonados próximo ao Mercado Mammy várias bombas que deixaram vítimas fatais.
Em 25 de dezembro de 2011 ocorreram vários atentados simultâneos em cidades próximas a Abuja. o alvo principal eram congregações cristãs.
A maior parte dos crimes locais no entanto, continuam a ser furtos e latrocínios.

### Abastecimento elétrico
Abuja assim como quase todo o país sofrem com o fornecimento inadequado de energia elétrica. Mesmo nos bairros mais ricos, há cortes diários de energia, em quase todos os bairros há geradores a diesel para auxiliar caso haja falhas de energia.
Apesar da grande estrutura da capital em relação ao restante do país, não é possível operar semáforos continuamente em Abuja. No anel rodoviário leste, no palácio presidencial e na Rocha Aso uma grande quantidade de luzes (postes elétricos) abastecidos por energia solar foram instalados para tentar corrigir a enorme deficiência de iluminação e abastecimento elétrico.